# 葛逻禄
葛逻禄（羅馬化：Qarluq），乃中亚古代遊牧突厥語民族，13世纪时因音译不同，有「哈剌鲁、合儿鲁、哈儿鲁、匣剌鲁、阿儿鲁、哈剌奴、柯耳鲁、哈鲁、罕禄鲁」等多种称呼。「哈剌魯」，有“雪”、“雪山”或雪人的意思。該族分为三姓，分別是「謀落部」（或作謀剌）、「熾俟部」（或作婆匐）與「踏實力部」。之後與西遷的回紇15部組成联盟。文獻中常稱為三姓葛邏祿，曾經與回紇攻滅後突厥，他们与回紇关系密切。

## 歷史
葛逻禄最早遊牧於今额尔齐斯河上游與阿爾泰山西南，臣服於西突厥。唐灭西突厥后，在北庭东北一帶遊牧，唐朝分葛逻禄三部置陰山州都督府、大漠州都督府、玄池州都督府，後析大漠州都督府置金附州都督府，隸屬於崑陵都護府及後來的北庭大都护府。該族曾协助苏定方灭西突厥，但怛罗斯战役中见到唐军远少于对方便背叛唐军，造成唐军惨败仅有数千人逃回，副将李嗣业为尽快逃走，一路砍杀不少仍然支持唐军的突厥等异族盟军，才得以尽快脱离战场。
突騎施衰落後，葛逻禄遷入伊犁河，在费尔干纳盆地以東的七河地區，幾乎領有全部西突厥的旧疆。回紇建國後，成為回紇汗國的客部，分左右二廂，左廂從回紇，右廂自立葉護，回鹘设吐屯监督其所部，半獨立，占据巴尔喀什湖以南大片地区。
有一部分在今阿富汗的巴尔赫、吐火羅、加兹尼一帶遊牧，加兹尼王朝之中也有他们。他们也是突厥人中最早接受伊斯兰教的部族。漠北回鹘汗国崩溃後，其相馺職等率十五部奔葛逻禄。有学者认为喀喇汗国即是由葛逻禄和西迁的回鹘部众所建立，而中国学者大多认为喀喇汗王族起源于漠北回鹘。
他们受喀喇汗国与西辽统治，契丹人把他们与喀喇（黑）汗分开（分为叶密立、阿力麻里、海押立三支），派一名少監管理。後來葛逻禄阿尔斯兰汗在1210年归顺大蒙古国，成吉思汗将公主嫁给了他。后被察合台汗国统治。一些葛逻禄人随着蒙古探馬赤軍留居中原地区成為回族，元朝灭亡後还有些葛邏祿加入了瓦剌。

## 习俗
葛逻禄人属游牧民族，以打猎为生，“时北方人初至，犹以射猎为俗”，“诸子皆华衣锦帽，纵鹰犬驰逐以为乐”。“葛逻禄氏，在西北金山（阿尔泰山）之西，与回纥壤相接，俗相类，其人便捷善射。”，“葛逻禄氏与回纥错壤，去中国甚远，其俗好射。”在錫爾河北岸也有城居的農民。
多數葛邏祿人是薩滿教徒，但其中也有基督徒、佛教徒和穆斯林。

## 后裔
哈萨克汗国中玉兹的「阿爾根」部落是葛逻禄「謀落部」和拔悉密部的后裔。今哈萨克斯坦除了西哈薩克斯坦州外，都有他們的後裔。
维吾尔族中也有相当一部分为葛逻禄后裔。另有一部分跟随九姓乌古斯的西征，融入到土庫曼人、土耳其人之中，居住于阿富汗的葛逻禄人则成为部分普什圖人吉尔查伊部落的祖先。

## 相关书目
- 朱耀庭：《成吉思汗傳》

## 延伸阅读
[在维基数据编辑]
 《欽定古今圖書集成·方輿彙編·邊裔典·葛邏祿部》，出自陈梦雷《古今圖書集成》